# عبدالوهاب عزام
عبدالوهاب محمد حسن عزام (زاده ۱۸۹۴ -- درگذشت در ۱۹۵۹)، شاعر، متفکر، مترجم و دیپلمات استاد ادبیات در دانشگاه قاهره بود. او ترجمه بنداری اصفهانی از شاهنامه فردوسی را تصحیح کرد و منتشر ساخت. بنداری در سده هفتم هجری شاهنامه را به عربی ترجمه ساخت. ترجمهٔ او نزدیک به دو-سوم شاهنامه را شامل می‌شود. عزام در تصحیح خود از ترجمه بنداری، بخش‌هایی که او جاانداخته بود را ترجمه کرده و دیباچه‌ای نزدیک به صدصفحه دربارهٔ فردوسی و سبک او نوشته است.